# 1284

## Esdeveniments
- 27 de febrer - París: Carles I d'Anjou és coronat rei de França pel Papa Climent IV.

## Naixements
- 25 d'abril, Caernarvon (Gal·les): Eduard II d'Anglaterra (m. 1327).[1]
- Eduard I de Savoia

## Necrològiques
- 4 d'abril - Sevilla, Espanya: Alfons X el Savi, Rei de Castella i Lleó (1252-1284), (n. Toledo, Espanya 1221).